# Goalandaghat
Goalandaghat (en bengali : গোয়ালন্দঘাট) est une upazila du Bangladesh dans le district de Rajbari. En 1991, on y dénombrait 91 675 habitants.